# 曲枝羊茅
曲枝羊茅（学名：Festuca undata）为禾本科羊茅属下的一个种。

## 扩展阅读
- 維基物種上的相關：曲枝羊茅